# Гай (округ Турчянске Тепліце)
Гай (словац. Háj) — село, громада округу Турчянське Тепліце, Жилінський край. Кадастрова площа громади — 9,33 км².
Населення 483 особи (станом на 31 грудня 2018 року).

## Історія
Гай вперше згадується 1264 року.

## Географія
Протікає Сомолицький потік.

## Населення
| Рік:            | 1994. | 2004.   | 2014.   | 2024.   |
| --------------- | ----- | ------- | ------- | ------- |
| Кількість осіб: | 446   | 478     | 457     | 469     |
| Різниця:        |       | +7,17 % | -4,39 % | +2,62 % |

| Рік:            | 2023. | 2024.   |
| --------------- | ----- | ------- |
| Кількість осіб: | 464   | 469     |
| Різниця:        |       | +1,07 % |